# IC 981
IC 981 ist eine Galaxie vom Hubble-Typ S im Sternbild Jungfrau auf der Ekliptik. Sie ist rund 388 Millionen Lichtjahre von der Milchstraße entfernt.
Das Objekt wurde am 12. Juli 1893 vom französischen Astronomen Stéphane Javelle entdeckt.